# Palais de la Culture et de la Science (Riga)
Pour les articles homonymes, voir Palais de la culture et de la science.
Le Palais de la Culture et de la Science est un gratte-ciel de 107,6 mètres édifié à Riga entre 1951 et 1958 qui abrite l'Académie des sciences de Lettonie.

## Histoire
Dans un contexte de guerre froide, Staline décide au début des années 1950 que le peuple soviétique allait offrir une réplique d'un des gratte-ciel stalinien de l'architecte Lev Roudnev à la population de Rīga en république socialiste soviétique de Lettonie. Pour de nombreux Lettons, ce cadeau controversé est, à l'époque, un symbole de la mauvaise utilisation des fonds budgétaires par l'Union soviétique, alors que Rīga est encore en ruine à la suite de la Seconde Guerre mondiale. 
Sa construction est décidée en février 1951 par le Parti communiste letton et le gouvernement soviétique de l'époque pour devenir un Palais du Peuple Paysan avec des fonctions d'enseignement, de rencontres et d'hôtellerie, au moment où se met en place la collectivisation des terres. Le bâtiment fait l'objet de projets multiples, mais c'est celui des architectes lettons Osvalds Tilmanis (1900-1980), Vaidelotis Apsītis (1921-2007) et Kārlis Plūksne (1906-1973) qui est retenu pour ses qualités formelles et artistiques, des décors spécifiquement lettons ayant été imaginés. D'autres architectes russes, dont Lev Roudnev (1886-1956) qui a réalisé l'Université de Moscou, participent également au projet car les techniques de construction utilisées sont alors particulièrement innovantes. Entamée en 1951, la construction ne s'achève qu'en 1958, cinq ans après la mort de Staline. Le bâtiment est inauguré en 1958, mais les problèmes financiers rencontrés conduisent l'Académie des sciences de la République Socialiste Soviétique de Lettonie à prendre en charge la dernière tranche des travaux (1958-1960) et à occuper le bâtiment jusqu'à aujourd'hui. Il comprend plusieurs laboratoires universitaires dans les secteurs de l'environnement et des sciences sociales, le public peut monter sur la terrasse.

## Description
Ce gigantesque bâtiment de 107,6 m de hauteur est fait d'acier et de morceaux de céramique. Son architecture est très proche de celle en vogue à la même époque dans l'Union soviétique, notamment l'Université d'État de Moscou. Cependant, un certain nombre de détails purement lettons ont été ajoutés dans ce projet réalisé par les architectes lettons Osvalds Tilmanis, Vaidelotis Apsītis et Kārlis Plūksne. C'est ainsi que la flèche qui surmonte le gratte-ciel de Rīga rappelle les flèches baroques des églises voisines. Ce bâtiment est le plus caractéristique des immeubles de style classique soviétique existant à Rīga. 
Autour de l'immeuble, un grand parc avec des fontaines et des sculptures a été aménagé. Ce projet de rénovation urbaine a contribué à la modernisation de ce quartier proche de la gare principale et du marché central.
Outre les « sept sœurs » moscovites, des bâtiments similaires sont visibles à Varsovie et à Prague.